# Benetússer
Benetússer, en valencien et officiellement (Benetúser en castillan), est une commune de la province de Valence, dans la Communauté valencienne, en Espagne. Elle est située dans la comarque de l'Horta Sud et dans la zone à prédominance linguistique valencienne. Sa population s'élevait à 14 709 habitants en 2013.

## Géographie

Localisation de Benetússer
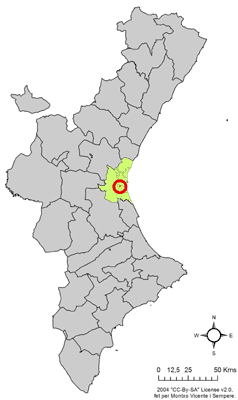
dans la Communauté valencienne.
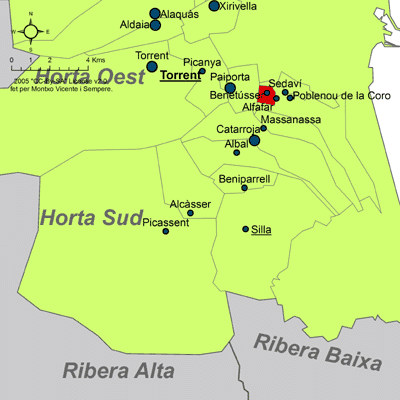
dans la comarque de l'Horta Sud.

Benetússer fait partie de la comarque historique de l'Horta de Valence.

### Localités limitrophes
Le territoire municipal de Benetússer est voisin de seulement deux communes, Alfafar et Paiporta, bien qu'il ait des relations de voisinages privilégiées avec d'autres municipalités comme Massanassa ou Sedaví, ou le quartier Valencien de La Torre de Valence, dont les centres urbains sont plus proches que celui de Paiporta.

## Démographie
La localité, essentiellement rurale au début du XXe siècle connut une forte croissance démographique dans les années 1960 et 1970, moment du développement de l'industrie du meuble dans la comarque, spécialement à Benetússer, qui regroupait environ le tiers des emplois industriels de la dite comarque.

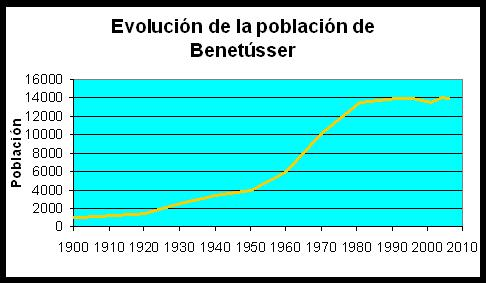

| 996 | 1.216 | 1.421 | 2.517 | 3.436 | 3.954 | 5.907 | 10.062 | 13.488 | 13.891 | 13.961 | 13.425 | 14.023 | 13.940 |

## Administration
Liste des maires, depuis les premières élections démocratiques.
| Législature | Nom du Maire                                                                      | Parti politique |
| ----------- | --------------------------------------------------------------------------------- | --------------- |
| 1979-1983   | D. José Sanchis Micó                                                              | PSPV-PSOE       |
| 1983-1987   | José Sanchis Micó                                                                 | PSPV-PSOE       |
| 1987-1991   | José Sanchis Micó                                                                 | PSPV-PSOE       |
| 1991-1995   | José Enrique Aguar Vila                                                           | PSPV-PSOE       |
| 1995-1999   | José Enrique Aguar Vila                                                           | PSPV-PSOE       |
| 1999-2003   | José Enrique Aguar Vila                                                           | PSPV-PSOE       |
| 2003-2007   | José Enrique Aguar Vila, remplacé en 2004 par Eva Ángela Sanz Portero (démission) | PSPV-PSOE       |
| 2007-2011   | Eva Ángela Sanz Portero                                                           | PSPV-PSOE       |